# Elaphoglossum lanceum
Elaphoglossum lanceum är en träjonväxtart som beskrevs av John T. Mickel. Elaphoglossum lanceum ingår i släktet Elaphoglossum och familjen Dryopteridaceae. Inga underarter finns listade.